# Albrecht von der Lieth
Albrecht von der Lieth (ur. w 1659, zm. w 1718) – rosyjski dyplomata pochodzenia niemieckiego.

## Życiorys
W latach 1706–1711 był rosyjskim ambasadorem w Berlinie, a w latach 1711–1713 w Londynie, gdzie w 1714 zastąpił go szef rosyjskiej dyplomacji Borys Kurakin.